# Le Seigneur des anneaux : Le Retour du roi
Vous lisez un « bon article » labellisé en 2011.
Pour les articles homonymes, voir Le Retour du roi (homonymie).
Série Le Seigneur des anneaux
Le Seigneur des anneaux : Les Deux Tours
(2002)
Pour plus de détails, voir Fiche technique et Distribution.
Le Seigneur des anneaux : Le Retour du roi (The Lord of the Rings: The Return of the King) est un film américano-néo-zélandais réalisé par Peter Jackson, sorti en 2003. Adapté du roman Le Retour du roi de J. R. R. Tolkien, il incorpore également des événements du livre précédent, Les Deux Tours. C'est le troisième volet de la trilogie Le Seigneur des anneaux, après La Communauté de l'anneau et Les Deux Tours.
Le film débute alors que Sauron lance ses armées à l'assaut de Minas Tirith, le magicien Gandalf et le roi Théoden réunissent leurs forces pour défendre la capitale du Gondor. De son côté, Aragorn réclame son trône et fait appel à l'armée des Morts pour remporter la bataille des Champs du Pelennor. Pendant ce temps, les hobbits Frodon Sacquet et Sam Gamegie traversent le Mordor guidés par Gollum pour aller détruire l'Anneau unique à la montagne du Destin.
Sorti mondialement le 17 décembre 2003, Le Seigneur des anneaux : le Retour du roi est devenu l'un des films les plus rentables de l'histoire du cinéma. Avec des recettes à travers le monde estimées à plus de 1,119 milliard de dollars américains, il est l'un des plus gros succès du box-office mondial et le deuxième du monde au moment de sa sortie après Titanic. Il remporte les onze Oscars pour lesquels il avait été nommé, égalant les records de Titanic et de Ben-Hur. Une version longue du film, contenant 62 minutes supplémentaires, sort en DVD le 14 décembre 2004.

## Synopsis

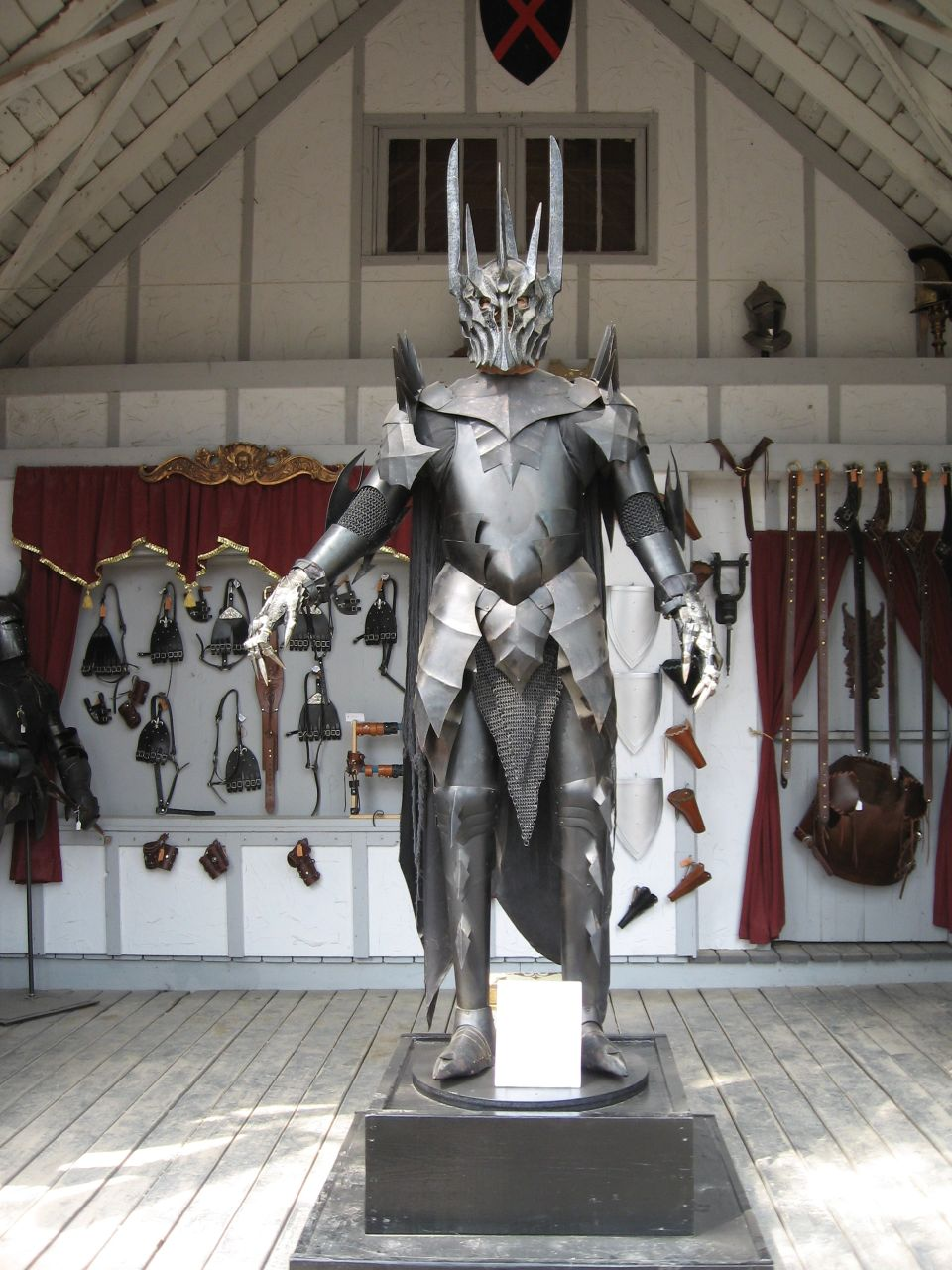
Réplique de l'armure de Sauron.

La première scène du film montre les Hobbits Sméagol et Déagol qui pêchent sur le fleuve, quand Déagol, qui a fait une prise, est entrainé dans l'eau par le poisson. Sous l'eau, Déagol est attiré par l'Anneau unique qui gît au fond, le ramasse et revient à la surface. Sméagol le rejoint, voit l'Anneau que son ami a récupéré et lui demande de le lui donner. Mais devant le refus de Déagol, les deux amis se battent et Sméagol étrangle mortellement son ami. Il est désormais lié à l'anneau, mais cela aura pour conséquence son bannissement par sa tribu. Devenant Gollum, il se réfugie dans les Monts Brumeux, vivant seul à l'état sauvage pendant près de cinq cents ans.
Les hobbits Frodon et Sam continuent leur route vers le Mordor, guidés par l'étrange Gollum. Leur plan est de passer par le haut col de Cirith Ungol mais ils ignorent encore que Gollum les mène droit à un piège mortel. De leur côté, les autres membres de la Communauté de l'Anneau, accompagnés par Gandalf et le roi Théoden du Rohan, se retrouvent en Isengard au pied de la tour d'Orthanc, où Saroumane et son complice Gríma sont retenus prisonniers par Sylvebarbe et les Ents. C'est là que Gandalf met la main sur le palantír de Saroumane avant que toute la compagnie ne reparte vers Edoras pour y fêter la victoire. Au cours de la nuit, poussé par sa curiosité, le Hobbit Pippin regarde dans le palantír, et se révèle à l'Œil de Sauron. Il y voit Minas Tirith, la cité blanche du Gondor, détruite et l'arbre blanc en feu. Cet aperçu du plan de l'ennemi pousse Gandalf à se rendre en urgence à Minas Tirith, accompagné par le Hobbit, pour donner l'alarme. Pendant ce temps, l'elfe Arwen, qui avait pris la route pour les Terres Immortelles, fait demi-tour après avoir eu une vision de sa vie de famille avec Aragorn et revient à Fondcombe auprès de son père Elrond pour lui demander de reforger l'épée d'Elendil. Mais cette décision rend désormais Arwen mortelle.
Arrivés à Minas Tirith, Gandalf et Pippin obtiennent une audience auprès de Denethor II, l'Intendant du Gondor, alors qu'il est profondément affecté par la mort de son fils Boromir. Il ne se soucie plus de la menace du Mordor, pensant que son peuple est condamné face à ce mal invincible. Tous deux constatent que la cité est progressivement recouverte de nuages par le volcan de Sauron pour protéger les Orques de la lumière du jour. La nuit suivante, l'armée du Mordor commandée par le Roi-Sorcier d'Angmar commence à sortir de Minas Morgul sous les yeux de Frodon, Gollum et Sam, alors qu'ils entreprennent l'ascension des escaliers de Cirith Ungol. Grâce à l'aide de Pippin, les feux d'alarme du Gondor sont allumés ; les Rohirrim répondent à l'appel et se rassemblent au camp de Dunharrow avant la longue chevauchée vers le Gondor.
Très rapidement, les orques envahissent la cité d'Osgiliath et mettent en déroute la garnison commandée par Faramir. De retour dans la cité, Faramir raconte à Gandalf sa rencontre avec Frodon et Sam deux jours plus tôt. Denethor commande à Faramir de reprendre Osgiliath, malgré les réticences de Gandalf. Faramir accepte mais sa garnison est attaquée avant d'atteindre Osgiliath et Faramir est laissé pour mort. L'armée de Sauron commence ensuite le siège de Minas Tirith. Denethor étant trop pris par le chagrin, Gandalf prend alors en main la défense de la cité et essaie de repousser au mieux les assauts des Orques et des Nazgûl. Pippin est sommé par Gandalf de retourner à la citadelle pour se protéger.
À Cirith Ungol, Frodon et Sam ont été trahis par Gollum, qui arrive à les séparer. Il amène Frodon dans un sombre tunnel où vit Arachne, une énorme araignée. Le porteur de l'Anneau est poursuivi par la bête, mais réussit à sortir du tunnel et à laisser Gollum pour mort, avant de reprendre sa route au Mordor. Mais Frodon est piqué peu de temps après la sortie par l'araignée qui s'apprête à emporter son repas dans son antre. C'est à ce moment que Sam revient et la repousse avec la fiole lumineuse et l'épée de Frodon, Dard. Croyant Frodon mort, il rassemble son courage. Mais les orques arrivent de la tour voisine et emportent Frodon, bien vivant mais inconscient. Sam se met à les suivre.
À Dunharrow, la dernière nuit avant de partir pour Minas Tirith, le seigneur des elfes Elrond retrouve Aragorn pour lui annoncer qu'Arwen est devenue mortelle, lui confie l'épée Andúril, désormais reforgée, et lui demande d'aller dans la montagne pour obtenir l'allégeance de l'armée des Morts au nom du véritable roi du Gondor. Aragorn s'exécute, accompagné par Gimli et Legolas qui quittent l'armée du Rohan pour s'engouffrer dans la montagne. Le roi Théoden conduit l'armée à la bataille, même s'ils savent qu'ils ne gagneront pas. Sa nièce Éowyn, et le Hobbit Merry les accompagnent sous le couvert de l'anonymat. Dans la montagne, Aragorn, Legolas et Gimli rencontrent les Morts et leur roi.
À Minas Tirith la nuit tombée, Denethor veut s'immoler par le feu dans la chapelle avec le corps inanimé de Faramir, mais Pippin s'aperçoit que ce dernier n'est pas mort et court chercher Gandalf pour le prévenir. Mais à ce moment-là, les Orques réussissent après de nombreuses heures à entrer dans la cité. Prévenu par Pippin, Gandalf se rend avec lui dans la chapelle et le Hobbit réussit à sauver Faramir tandis que Denethor, en flammes, se précipite dans le vide.
À l'aube devant Minas Tirith, l'armée du Rohan arrive sur le champ de bataille et s'ajoute aux forces des soldats du Gondor, et repoussent rapidement les Orques vers le fleuve. Mais leur bravoure ne suffit pas à renverser le cours de la bataille, car les armées du sud alliées à Sauron entrent à leur tour dans la bataille et leurs éléphants font plus de différences. Le roi Théoden est mortellement blessé par le Roi-Sorcier d'Angmar avant d'affronter Éowyn voulant protéger son oncle. Bien que celui-ci prenne rapidement le dessus et la blesse gravement, elle est aidée par Merry qui poignarde sa jambe et en profite pour le tuer. Alors que la bataille est sur le point d'être perdue, Aragorn, Legolas et Gimli surviennent avec l'armée des Morts depuis les bateaux pirates qu'ils ont volés et balayent sur leur passage les Orques et l'armée du sud, mettant fin à la bataille. Théoden s'éteint dans les bras de sa nièce. Pippin retrouve Merry sur le champ de bataille.
Alors que Frodon est détenu par les Orques, les effets du venin de l'araignée s'estompent et il se réveille dans la tour. Tandis que deux des ravisseurs se disputent pour la possession de la cotte de mailles en mithril, Sam parvient à libérer Frodon. Il lui rend l'Anneau qu'il avait pris après l'attaque de l'araignée, puis les deux hobbits s'échappent de la tour pour reprendre leur route vers la montagne du Destin.
À Minas Tirith, les membres de la Communauté de l'Anneau décident de rassembler toute leur armée pour attaquer la porte noire du Mordor, attirant ainsi les milliers d'orques de Sauron afin de permettre à Frodon et Sam de traverser la plaine les séparant de leur lieu d'arrivée en toute sécurité. Le plan fonctionne, les Hobbits traversent la plaine, mais sont épuisés et, n'ayant plus d'eau, comprennent qu'il n'y aura pas de voyage de retour. Entretemps, l'armée d'Aragorn atteint la Porte Noire. Ainsi commence la dernière bataille entre l'armée d'Aragorn et les Orques qui les encerclent.
Mais au moment où Frodon et Sam atteignent le flanc de la montagne du Destin, Gollum apparaît et se rue sur Frodon pour tenter de lui prendre l'Anneau. Pendant la bagarre, Frodon parvient à s'esquiver et pénètre par la porte menant au fleuve de lave qui permettra de détruire l'Unique. Mais au moment où il s'apprête à le jeter, il cède au pouvoir maléfique de l'Anneau et le passe à son doigt. C'est à ce moment que Gollum revient et réussit à récupérer l'Anneau en arrachant le doigt de Frodon. Le hobbit et la créature se disputent alors l'objet, et finissent par tomber tous deux dans le précipice. Tandis que Gollum plonge dans la lave en fusion avec l'Anneau, Frodon parvient à s'accrocher et est sauvé par Sam. L'Unique est détruit, toutes les forces de Sauron sont anéanties, et sa tour, Barad-Dûr, s'effondre alors que la montagne du Destin entre en éruption. L'armée d'Aragorn, sauvée, remporte cette dernière bataille perdue d'avance. Frodon et Sam parviennent à sortir à temps du volcan en fusion, où ils sont récupérés par Gandalf et les Aigles.
Les membres de la communauté se retrouvent tous sains et saufs à Minas Tirith et tous assistent au couronnement d'Aragorn. Celui-ci en profite pour officialiser son couple avec Arwen et rend hommage aux quatre hobbits. Puis la Communauté est dissoute et les quatre hobbits rentrent chez eux, dans la Comté, où Sam se marie. De son côté, Frodon n'arrive pas à se réadapter : son voyage l'a trop profondément blessé, physiquement et mentalement. Il sait qu'il ne reprendra jamais sa vie d'avant.
Trois ans plus tard, Frodon, Sam, Pippin et Merry assistent au départ du bateau emportant les trois porteurs des anneaux des Elfes, dont Gandalf. Bilbon les accompagne également. Puis, après avoir fait ses adieux à ses trois amis, Frodon décide de suivre Gandalf, et monte à son tour sur le bateau, en direction de Valinor et loin de la Terre du Milieu. Avant de partir, Frodon a remis à Sam le manuscrit de ses aventures intitulée Le Seigneur des Anneaux, dont il demande à son ami d'écrire le dernier chapitre.

## Fiche technique
- Titre : Le Seigneur des anneaux : Le Retour du roi
- Titre original : The Lord of the Rings: The Return of the King
- Réalisation : Peter Jackson
- Scénario : Peter Jackson, Fran Walsh et Philippa Boyens d'après le roman éponyme de J. R. R. Tolkien
- Décors : Grant Major
- Costumes : Ngila Dickson et Richard Taylor
- Photographie : Andrew Lesnie
- Montage : Jamie Selkirk
- Musique : Howard Shore
- Production : Peter Jackson, Fran Walsh et Barrie M. Osborne
- Sociétés de production : New Line Cinema, WingNut Films
- Société de distribution : New Line Cinema
- Budget : 94 000 000 $[1]
- Pays d'origine : États-Unis et Nouvelle-Zélande
- Format : couleurs − 2,35:1 − Dolby Digital − 35 mm
- Genre : fantasy et heroic fantasy[2],[3],[4]
- Durée : 201 minutes (3h21) / 263 minutes (4h23) pour la version longue
- Dates de sortie :
  - Première mondiale : 1er décembre 2003 (à Wellington)
  -  États-Unis,  France,  Belgique,  Canada,  Suisse romande : 17 décembre 2003
  - Nouvelle-Zélande : 18 décembre 2003

## Distribution

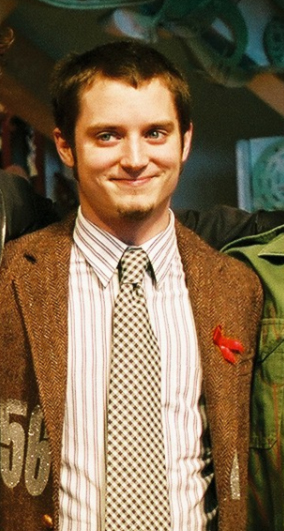
Elijah Wood, qui joue le rôle de Frodon Sacquet.

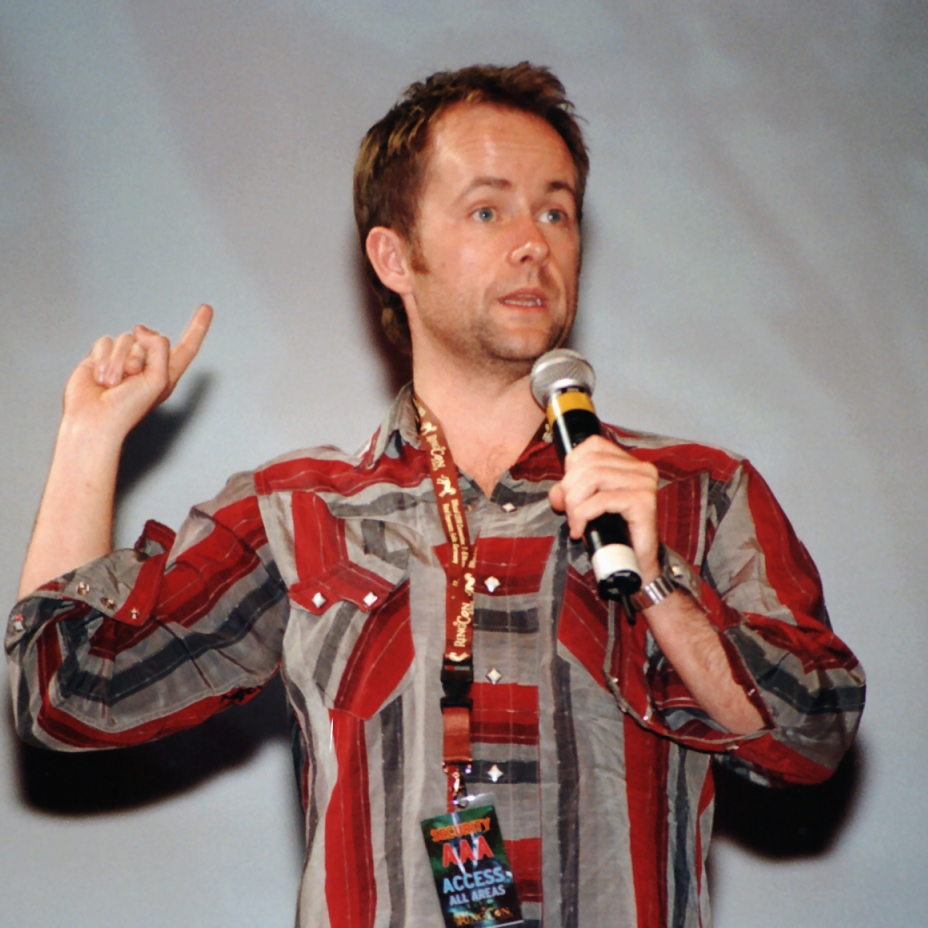
Billy Boyd, qui interprète Pippin.

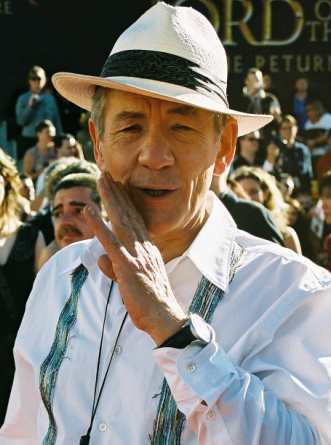
Ian McKellen, l'acteur jouant Gandalf.

- Elijah Wood (VF : Alexandre Gillet) : Frodon Sacquet
- Sean Astin (VF : Christophe Lemoine) : Samsagace Gamegie
- Viggo Mortensen (VF : Bernard Gabay) : Aragorn
- Sir Ian McKellen (VF : Jean Piat) : Gandalf
- Andy Serkis (VF : Sylvain Caruso) : Sméagol/Gollum
- Orlando Bloom (VF : Denis Laustriat) : Legolas
- John Rhys-Davies (VF : Vincent Grass) : Gimli / voix de Sylvebarbe
- Billy Boyd (VF : Pierre Tessier) : Pippin
- Dominic Monaghan (VF : Vincent Ropion) : Merry
- David Wenham (VF : Jérôme Pauwels) : Faramir
- Miranda Otto (VF : Barbara Tissier) : Éowyn
- Karl Urban (VF : Jean-Pierre Michaël) : Éomer
- Bernard Hill (VF : Roger Mollien) : Théoden
- John Noble (VF : Pierre Santini) : Denethor
- Cate Blanchett (VF : Déborah Perret) : Galadriel
- Liv Tyler (VF : Marie-Laure Dougnac) : Arwen Undómiel
- Hugo Weaving (VF : Féodor Atkine) : Elrond
- Ian Holm (VF : Marc Cassot) : Bilbon Sacquet
- Thomas Robins : Déagol
- Bruce Hopkins (VF : Pascal Renwick) : Gamelin
- Paul Norell (VF : François Siener) : le roi de l'armée des Morts
- Lawrence Makoare (VF : Saïd Amadis) : le Roi-Sorcier d'Angmar et Gothmog
- Sarah McLeod : Rose Chaumine

Version longue uniquement
- Christopher Lee (VF : Michel Le Royer) : Saroumane
- Sean Bean (VF : François-Éric Gendron) : Boromir
- Brad Dourif (VF : Jean-François Vlérick) : Gríma
- Bruce Spence (VF : Thierry Mercier) : Bouche de Sauron

- Version française
  - Studio de doublage : Dubbing Brothers
  - Direction artistique : Danielle Perret
  - Adaptation : Déborah Perret et Victor Hadida

Sources et légende : Version française (VF)  sur Allodoublage et RS doublage
Il y a également des caméos de Peter Jackson, Richard Taylor, Gino Acevedo, Rick Porras et Andrew Lesnie sur le vaisseau pirate, mais tous, excepté Jackson, n'apparaissent que dans la version longue. Jackson fait un autre caméo officieux, sa main remplaçant celle de Sean Astin lorsque Sam affronte Arachne. La fille de Sean Astin interprète Elanor, fille de Sam, dans la dernière scène du film. Les fils de Jackson font une apparition en tant que soldats du Gondor, tandis que Christian Rivers interprète l'un des soldats qui surveille le feu d'alarme que Pippin enflamme, et plus tard un blessé. Royd Tolkien fait un caméo à Osgiliath, et, dans la version longue, Howard Shore apparaît comme un soldat victorieux à Edoras. À la fin du film, Alan Lee fait le portrait de tous les membres de la distribution, idée suggérée par Ian McKellen.

## Scénario et variations par rapport au livre

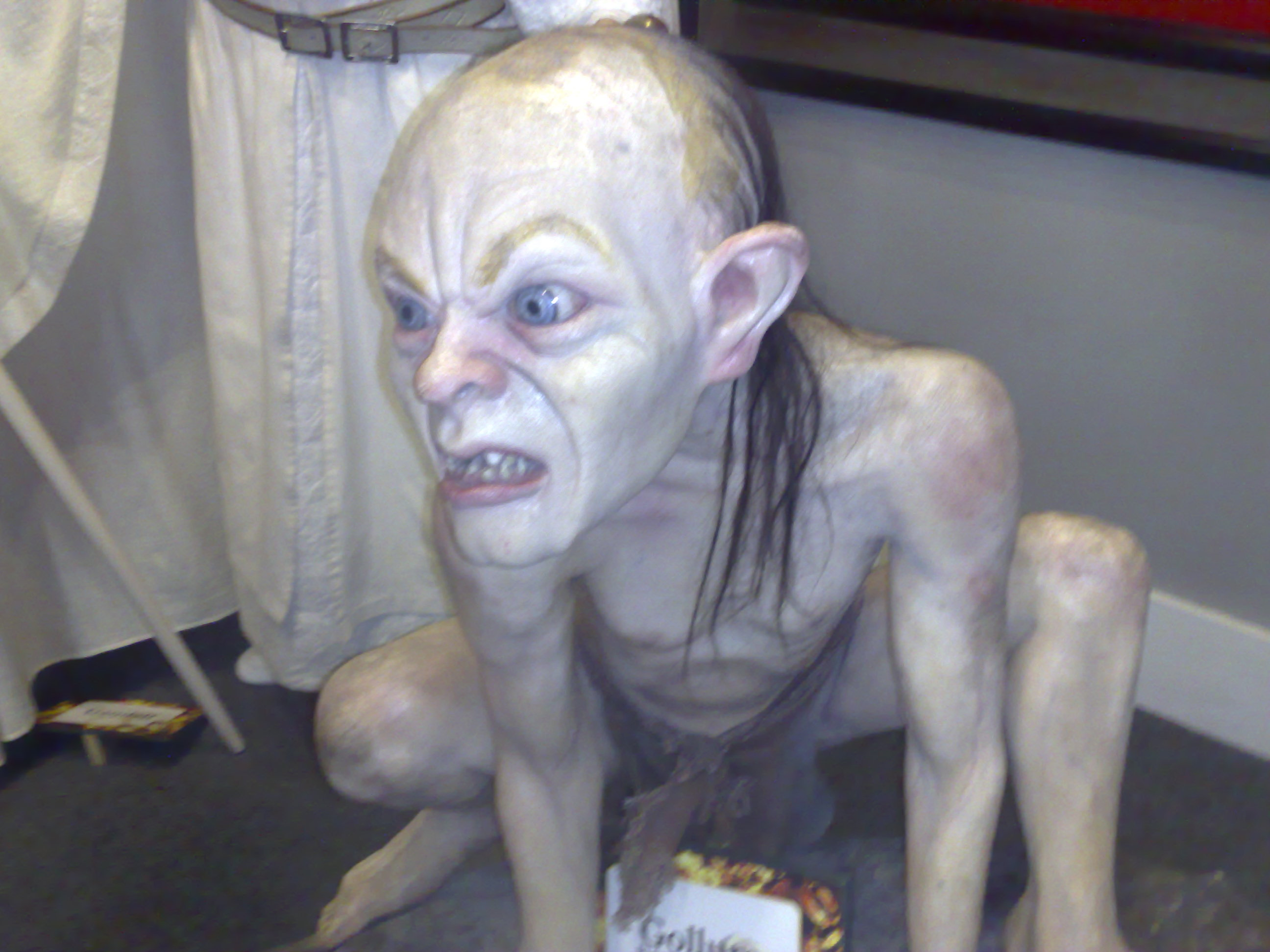
Image de Gollum au Musée de la ville du Mexique. Par Ann.Takamaki2.0

Le film contient des scènes du deuxième tome du Seigneur des anneaux, mais qui n'avaient pas été insérées dans le film précédent, comme les épisodes impliquant Arachne et le palantír. En effet, Peter Jackson a réarrangé le récit selon la chronologie détaillée dans les appendices du roman et non selon la trame de ce dernier. Dans la version longue, l'assassinat de Saroumane par Gríma est déplacé à la visite de l'Isengard (au lieu d'avoir lieu dans la Comté), et le palantír tombe avec lui du haut d'Orthanc, alors que, dans le livre, Gríma le lance à la communauté, en ignorant sa valeur.
L'Intendant du Gondor Denethor est un personnage tragique. Le film se concentre uniquement sur son accablement après le décès de Boromir et le présente comme insensible à la menace de Sauron (tandis qu'il fait allumer les feux d'alarme dans le roman). La blessure de Faramir le rend fou. Le film insinue que c'est son utilisation du palantír qui l'a mené à la folie, information révélée lors de la scène du bûcher, plus violente que dans le livre. Jackson a aussi décidé que Denethor se jetterait dans le vide du haut de la Citadelle au lieu de mourir sur le bûcher, un changement précoce dans le scénario.
La bataille des Champs du Pelennor est aussi modifiée : Faramir ne part pas en mission suicide dans le livre, et le siège d'Osgiliath est simplifié. Les généraux comme Forlong et Imrahil lui-même (et non ses fils) reconnaissent l'autorité de Gandalf. Dans le livre, les Orques ne pénètrent jamais dans la cité. Le Roi-Sorcier entre et fait face à Gandalf avant l'arrivée des Rohirrim, mais dans le film les Orques entrent dans la forteresse après la destruction de la porte. Le passage dans lequel les Rohirrim sont aidés par les Drúedain pour pénétrer dans le Gondor assiégé est très réduit dans le film. La Flèche Rouge envoyée pour requérir l'aide des Rohirrim est également absente du film. Dans le film, le spectateur est conscient qu'Éowyn participe à la bataille, alors que dans le livre son identité est inconnue avant qu'elle n'enlève son casque. Lorsque tout espoir semble perdu, Gandalf console Pippin en lui parlant des Terres Immortelles, la description provenant de la fin du chapitre. Le film montre l'armée des Morts combattant lors de la bataille des Champs du Pelennor, alors que dans le livre ils disparaissent après avoir vaincu les pirates d'Umbar dans le port de Pelargir. Les renforts d'Aragorn ne sont alors composés que par la compagnie Grise, qui le rejoint avant son entrée sur le Chemin des Morts, ainsi que par Elrohir et Elladan, les fils d'Elrond. Force irrésistible et invulnérable, les Morts mettent en déroute les armées de Sauron.
Les désaccords entre Frodon et Sam sont totalement absents du livre, mais les scénaristes les ont ajoutés afin de maintenir la tension dramatique. Frodon entre seul dans l'antre d'Arachne dans le film, alors qu'il est accompagné de Sam dans le roman. Cela rend la scène encore plus difficile, du fait de la solitude de Frodon, et rend spectaculaire le sauvetage de Sam au dernier moment. En outre, dans le film le spectateur ignore que Sam a l'Anneau avant qu'il ne le rende à Frodon, information connue dans le roman. La chute de Gollum dans la lave à la montagne du Destin a également été réécrite, car sa chute dans le livre ne permettait pas d'obtenir un point culminant pour la scène. À l'origine, les scénaristes voulaient que Frodon pousse Gollum et l'Anneau dans le vide, mais pour rester cohérents avec l'emprise de l'Anneau sur Frodon, ils ont plutôt choisi que le Hobbit tente de reprendre l'Anneau à Gollum. En conséquence, c'est au cours de leur lutte qu'ils s'approchent du bord et que Gollum tombe par accident.
Il y a également des changements pendant la bataille de la Porte Noire : dans le livre, Merry n'y est pas présent. Aragorn ne tue pas la Bouche de Sauron dans le livre, contrairement à la version longue du film. Un changement bien plus important était prévu : Sauron devait prendre une forme physique pour combattre Aragorn, qui ne serait sauvé que par la destruction de l'Anneau. Un Troll fut créé par ordinateur pour remplacer Sauron dans la version finale du film.
La fin est également modifiée pour supprimer les problèmes de la Comté, mise en coupe réglée par Saroumane et ses mercenaires et finalement libérée à l'initiative des quatre hobbits de retour chez eux, cet épisode étant vu par les scénaristes comme un « anticlimax ».

## Production

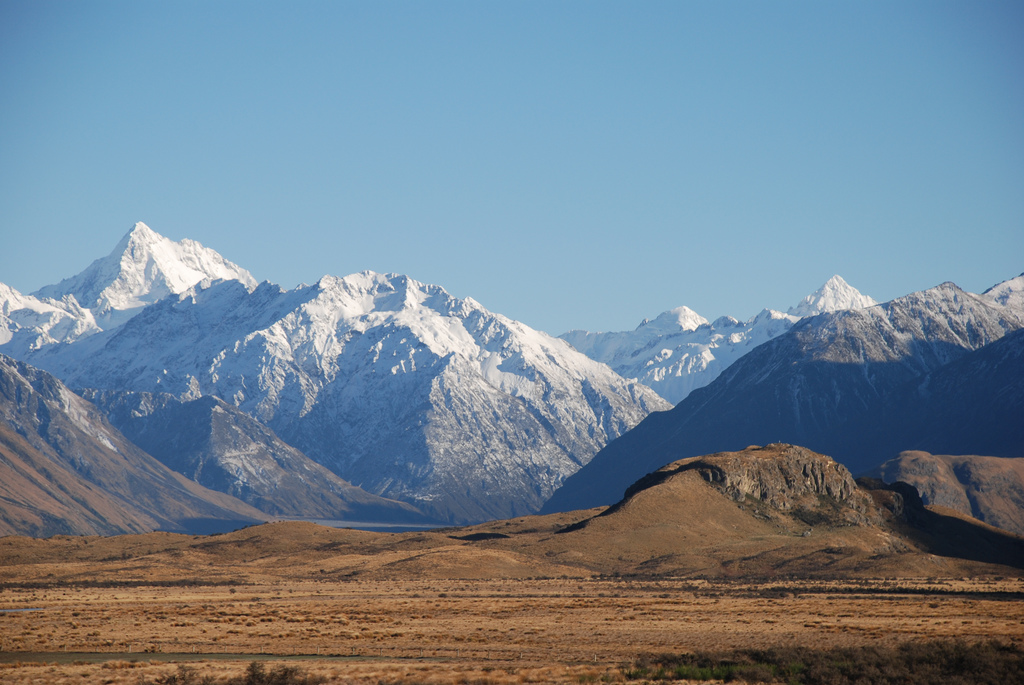
Paysage de Nouvelle-Zélande, Edoras dans le film.

La production de la trilogie cinématographique du Seigneur des anneaux est inhabituelle dans la mesure où le tournage a eu lieu alors que les scénarios n'étaient pas achevés. Jackson a déclaré que Le Retour du roi a été le plus facile des trois films, car il contient le point culminant de l'histoire, contrairement aux deux précédents. Dans le scénario de Miramax, de janvier 1997 à août 1998, avant que Jackson ne reprenne le projet, deux films seulement étaient prévus et le Retour du roi suit le scénario conçu pour ce deuxième film, le premier s'achevant sur la bataille du gouffre de Helm. Le tournage a lieu en Nouvelle-Zélande, dans plusieurs endroits, entre octobre 1999 et le 22 décembre 2000, les scènes supplémentaires de la version longue étant tournées sur six semaines en 2003, avant la sortie du film.

### Décors et costumes
La Terre du Milieu imaginée par Peter Jackson a principalement été conçue par Alan Lee et John Howe, illustrateurs de Tolkien, et réalisée par Weta Workshop, qui a fabriqué les armes, armures, miniatures, prothèses et créatures de toute la trilogie. Le Département d'Art a construit les plateaux. Richard Taylor a dirigé Weta tandis que Grant Major et Dan Hennah se chargeaient respectivement de la planification et des bâtiments.
La cité de Minas Tirith, aperçue brièvement dans les films précédents, est un décor important du troisième film, et avec elle la civilisation du Gondor. L'immense scène a été construite à Dry Creek Quarry près de Wellington, sur le plateau qui avait servi pour le tournage de la scène du gouffre de Helm. Le plateau est transformé pour devenir la deuxième porte de Minas Tirith, tandis que l'extérieur du gouffre a servi pour la scène de la version longue où Gandalf affronte le Roi-Sorcier. Les nouvelles structures comportent une porte de huit mètres, en deux exemplaires, l'une intacte et l'autre brisée, avec une ouverture manuelle et un mécanisme de fermeture. Ses gravures sont inspirées du baptême de Jean le Baptiste. Quatre niveaux de rues ont été conçus, les maisons portant des motifs héraldiques, le tout inspiré de la ville de Sienne en Italie. L'extérieur de la Citadelle a été reconstitué dans les studios de Stone Street en utilisant la perspective forcée. L'Arbre blanc est fabriqué en polystyrène par Brian Massey, avec des branches réelles rappelant les vieux et noueux oliviers libanais. L'intérieur de la Citadelle est fabriqué dans une usine de Wellington, sur trois niveaux. Sa couleur est inspirée de la chapelle palatine d'Aix-la-Chapelle. Les statues des anciens rois du Gondor sont en polystyrène, peintes de façon à sembler de pierre.

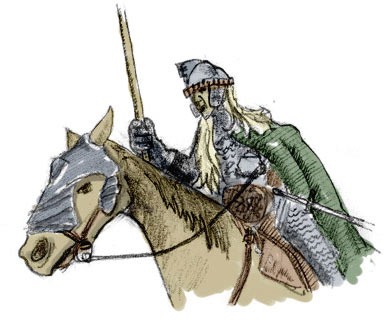
Un cavalier du Rohan.

Les armures gondoriennes sont conçues comme des évolutions des armures núménoréennes aperçues dans le prologue du premier film, avec un motif d'oiseaux marins. Le XVIe siècle allemand et italien a servi d'inspiration tandis que les civils sont vêtus d'argent et de noir, avec des vêtements conçus par Ngila Dickson dans un style méditerranéen antiquisant. Minas Morgul, l'escalier de Cirith Ungol et l'antre d'Arachne ont été conçus par John Howe, qui se servit d'une maquette représentant Morgul depuis la route dans une perspective forcée. Minas Morgul est conçue comme une ancienne cité gondorienne abandonnée. Cirith Ungol se base sur un dessin de Tolkien, redessiné par Richard Taylor.
Le troisième film introduit l'araignée monstrueuse Arachne, conçue dès 1999. Son corps rappelle une Porrhothele antipodiana et sa tête fut choisie par les fils de Peter Jackson parmi différentes options. Peter Jackson dit s'être amusé en préparant la séquence, bien qu'il souffre d'arachnophobie. L'antre de l'araignée qui simule le grès a été conçue dans les cavernes déjà existantes de l'Isengard. Le Retour du roi porte également à l'écran les chemins des Morts et les Haradrim, hommes venus du sud de la Terre du Milieu avec les mûmakil. L'armée des Morts porte des vêtements d'influence celtique, mais plus raides et symétriques, alors que leur cité souterraine est inspirée de Pétra. Les Haradrim étaient à l'origine influencés par la culture africaine, mais il était important pour Philippa Boyens qu'ils soient offensifs, et ils se sont rapprochés des habitants de Kiribati, avec une armure en bambou et des aspects aztèques dans leurs bijoux.

### Tournage

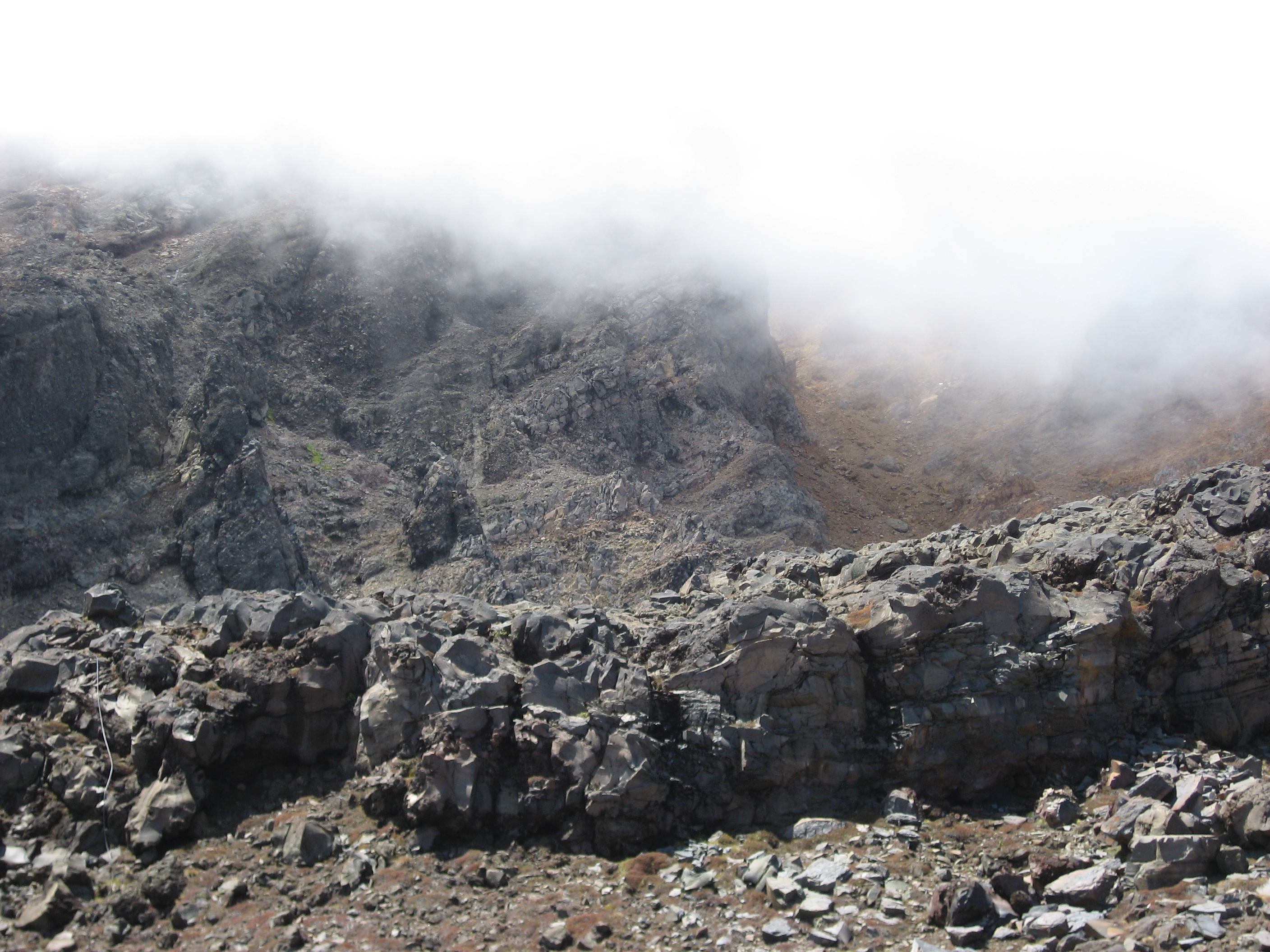
Paysage du Mordor, filmé au parc national de Tongariro en Nouvelle-Zélande.

Le Retour du roi a été tourné en 2000, à l'exception de la scène où Gollum tente de séparer Frodon et Sam, tournée le 24 novembre 1999. Les inondations à Queenstown avaient interrompu le tournage de La Communauté de l'anneau, et par conséquent certaines scènes devant être tournées à la fin l'ont été au début. Les scènes de Hobbitebourg ont été tournées en janvier 2000, avec celles de La Communauté de l'anneau, les extérieurs à Matamata et les scènes d'intérieur dans les studios Stone Street de Wellington, en même temps que les Havres Gris. Le tournage des scènes de Fondcombe a eu lieu en mai, comme pour les autres films.
La bataille de la Porte Noire a été tournée en avril, dans le désert de Rangipo dans des mines abandonnées. Des soldats néo-zélandais ont été engagés comme figurants. Une des préoccupations était le doublage de Monaghan et Boyd pendant la séquence de la charge. Pendant ce temps, Elijah Wood, Sean Astin et Andy Serkis tournaient au Mont Ruapehu les extérieurs de la montagne du Destin. En particulier, la scène où Frodon et Sam roulent sur le dos nécessita deux heures de tournage avec différentes caméras. En juin ont été tournées les scènes des chemins des Morts, à plusieurs endroits, parmi lesquelles Putangirua Pinnacles. En juillet, l'équipe a tourné quelques-unes des scènes d'Arachne. Août et septembre ont été consacrés aux scènes de l'Isengard. Boyd et Monaghan recommencèrent plusieurs fois la scène de l'entrée, accentuant les mots « mauvaises herbes » alors qu'ils fumaient du tabac. Christopher Lee a tourné ses scènes presque seul, bien que McKellen et Hill soient venus le premier jour lui prêter main-forte pour son texte.
Les extérieurs d'Edoras ont été tournés en octobre. La chevauchée des Rohirrim, avec Théoden menant la charge contre les Orques, a été tournée à Twizel avec 150 figurants à cheval. La bataille des Champs du Pelennor utilise davantage l'imagerie générée par ordinateur que la bataille du gouffre de Helm dans le deuxième film, qui utilisait plutôt l'action directe. Les tentatives de Faramir de reconquérir Osgiliath ont été tournées au même moment, ainsi que les scènes dans cette ville. À ce point, la production a été très perturbée, Jackson devant sans cesse se déplacer pour les enregistrements. Finalement, la production a repris sur les plateaux de Minas Tirith pour le tournage de la deuxième partie du siège. La dernière scène à être tournée est celle, en incrustation, de la réaction des quatre Hobbits devant la population de Minas Tirith qui s'incline devant eux.

### Scènes supplémentaires
Les scènes supplémentaires du film ont été tournées en 2003, à Wellington, pendant deux mois. Ce film est celui de la trilogie qui a le plus de scènes supplémentaires. Le couronnement d'Aragorn notamment est tourné à nouveau : la scène originale avait été faite en une seule journée, par le second réalisateur Geoff Murphy le 21 décembre 2000. Jackson tourne également des scènes autour de la montagne du Destin et la mort de Théoden.
Le personnage de Gothmog est ajouté, spécialement créé par l'équipe pour le film, parce que Jackson trouvait que les Orques du Mordor ne soutenaient pas la comparaison avec les Uruk-hai du deuxième film. Christian Rivers redessine aussi le Roi-Sorcier d'Angmar, et ses scènes sont tournées à nouveau, car les personnes n'ayant pas lu les romans pouvaient croire que Sauron lui-même était sur le champ de bataille.
De plus, Legolas combat un mûmak, selon la demande formulée par l'acteur qui l'incarne, Orlando Bloom. Howard Shore fait un caméo lorsque Gimli et Legolas jouent à Édoras. Les dernières scènes tournées sont celles montrant Aragorn s'échappant de l'avalanche de crânes dans les chemins des Morts, et Frodon terminant son livre. Le tournage s'achève le 27 juin 2003.

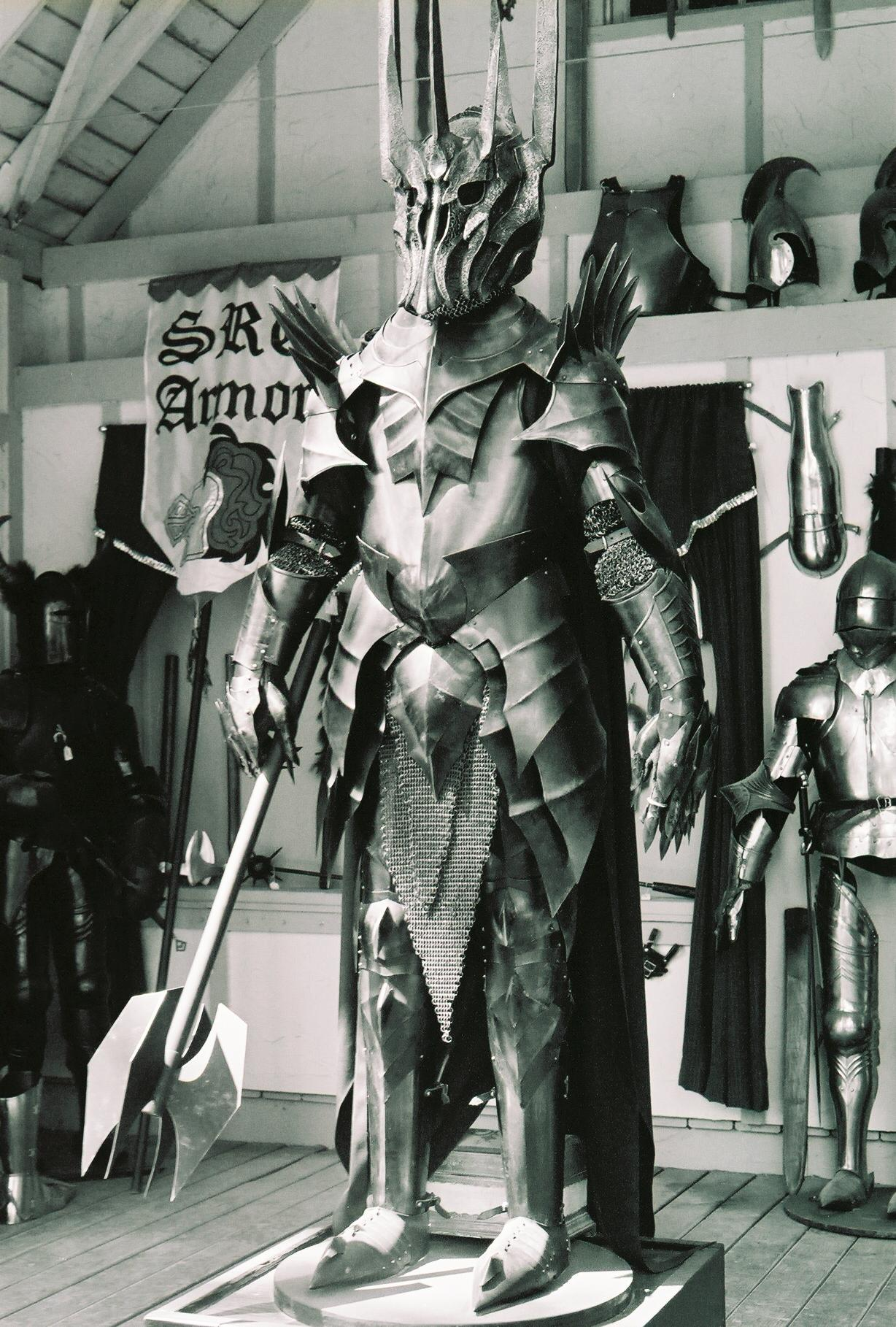
L'armure de Sauron.

Plusieurs scènes de la bataille des Champs du Pelennor ont été ajoutées. La réaction de Gollum lorsqu'il s'aperçoit que Frodon a l'intention de détruire l'Anneau unique a été tournée dans la maison de Peter Jackson. Pour la version longue du DVD, Jackson tourne, en mars 2004, quelques prises supplémentaires de la scène de l'avalanche de crânes. Il remarque que c'est la première fois qu'un réalisateur tourne des scènes pour un film après avoir reçu un Oscar pour ce film.

### Postproduction

#### Effets spéciaux
Le Retour du roi compte 1 488 effets spéciaux, près de trois fois plus que pour le premier film, et près du double du deuxième film. Le travail sur les effets spéciaux a commencé quand Alan Lee et Mark Lewis ont pris diverses photographies de la Nouvelle-Zélande pour créer les Champs du Pelennor, en novembre 2002. Pendant les vacances de Noël, chez lui, Gary Horsfield crée une version numérique de Barad-dûr pour améliorer le point culminant du film. Pendant ce temps, Peter Jackson et Christian Rivers utilisent des ordinateurs pour planifier la grande bataille, et en février 2003, ils montrent le résultat à Weta Digital. De façon surprenante, les 60 prises prévues sont montées à 250, et de 50 000 personnages ils sont passés à 200 000,. Cependant ils continuent, faisant 100 prises par semaine, 20 par jour ouvré, pendant une période de deux mois, en travaillant souvent jusqu'à deux heures du matin.
Pour la bataille, 250 mouvements sont enregistrés pour le logiciel MASSIVE avec lequel les techniciens ajoutent les derniers effets du film, comme les Trolls qui font irruption dans la cité de Minas Tirith, et comme les créatures qui ouvrent la Porte Noire, et tournent à nouveau les deux mûmakil. Comme pour les autres créatures numériques, la sculpture de la tête d'Arachne a été scannée avec dix fois plus de précision que Weta par une entreprise canadienne.
Comme pour les films précédents, il y a aussi eu des changements significatifs dans les doubles numériques des acteurs. Par exemple, dans la scène où Sam tombe de l'araignée, le changement a lieu lorsqu'Astin touche le sol. L'attaque de Legolas contre un mûmak  nécessite de nombreux passages de l'un à l'autre ; le tournage de Gollum récupérant l'Anneau Unique et tombant dans la Crevasse du Destin est entièrement numérisé. Le roi des Morts est interprété par un acteur avec une prothèse, sa tête étant modifiée ensuite numériquement pour ressembler à un crâne. La Bouche de Sauron a une bouche agrandie à 200 % pour obtenir un effet plus perturbant.
Le Retour du roi contient encore d'autres effets. Lors de la scène du bûcher de Denethor, quand l'Intendant du Gondor jette Pippin contre la tombe, John Noble a lancé un nain nommé Fon contre Billy Boyd, qui a immédiatement cogné la caméra avec sa tête pour compléter l'illusion. Une torche allumée se reflète également sur une vitre, lorsque le cheval de Gandalf envoie Denethor d’une ruade sur le bûcher. Jackson a exigé un réalisme total pour ce monde imaginaire, avec pour conséquence la construction de nombreuses maquettes, comme celle de Minas Tirith à l'échelle 1:72, qui a atteint 7 mètres de haut et 6,5 mètres de diamètre. Des sections de la cité ont aussi été réalisée à l'échelle 1:14 ; dans la version longue la scène de la cité des Morts compte 80 000 petits crânes, pour un total équivalent à un mètre cube. L'équipe des maquettes a terminé en novembre celles de la Porte Noire, après 1 000 jours de tournage. Le dernier tournage des effets spéciaux est celui de la destruction de l'Anneau, le 25 novembre.

#### Montage

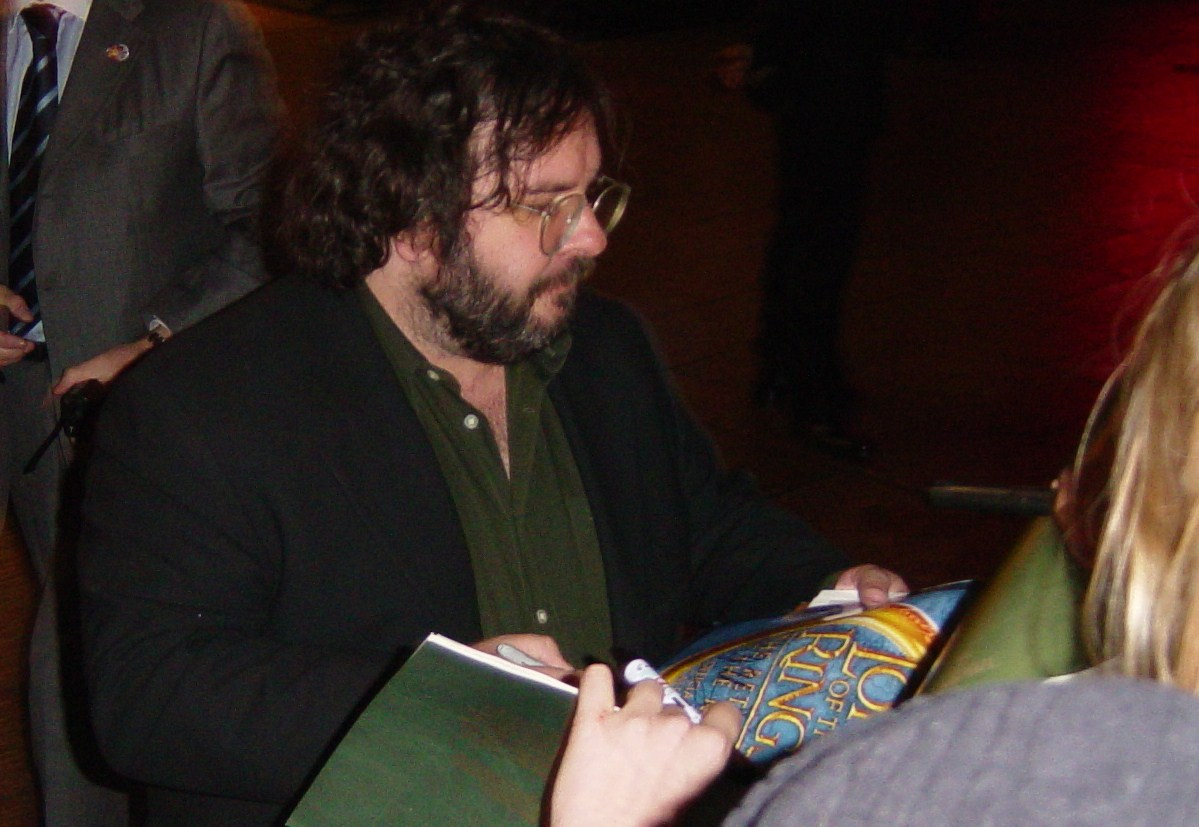
Le réalisateur Peter Jackson à la première mondiale du film, en décembre 2003.

La postproduction du Retour du roi commence en novembre 2002, à partir du montage de quatre heures et demie de film qu'Annie Collins avait fait entre 2001 et 2002 en travaillant quatre heures par jour. Par exemple, Théoden est coupé, passant de 150 minutes de prises à 90 secondes de film une fois le montage réalisé.
Peter Jackson et Jamie Selkirk collaborent pour réaliser le montage final. De la même manière que pour Les Deux Tours, qui avait aussi des intrigues multiples, Jackson a travaillé sur chaque trame avant de décider où couper. Ils accordent trois semaines aux 45 dernières minutes du film, pour couper et intercaler convenablement les scènes, comme celle de la Bouche de Sauron, ou le destin de personnages comme Legolas, Gimli, Éowyn et Faramir.
Le film comprend des scènes qui avaient été conçues pour Les Deux Tours, comme le reforgeage de Narsil, le passé de Gollum ou la fin de Saroumane. Mais cette dernière posait un problème structurel : comment montrer sa fin dans un film où Sauron est le méchant principal ? La scène est donc coupée, malgré les voix off et les scènes supplémentaires, provoquant la colère des fans de Christopher Lee et des demandes pour réintégrer la scène. Lee collabore toutefois au DVD et assiste à la première à Copenhague, mais affirme ne pas comprendre la raison de la coupe.
Le montage du film se termine finalement le 12 novembre. Jackson n'a pas eu le temps de voir le film en entier à cause de ses horaires chargés, et il ne voit la version finale que lors de la première à Wellington.

### Musique et bande originale
La musique est composée par Howard Shore, qui avait travaillé sur les deux films précédents de la trilogie. La bande-son a été améliorée lors du montage du film, le compositeur ayant dû écrire sept minutes de musique par jour pour remplir l'objectif. La partition comprend la mise en place complète du thème du Gondor, dont un extrait est entendu lors du premier film, La Communauté de l'anneau, lorsque Boromir prend la parole au Conseil d'Elrond et à Osgiliath dans la version longue des Deux Tours. Les acteurs Billy Boyd, Viggo Mortensen et Liv Tyler contribuent aussi à la musique du film. Boyd chante lors de la charge de Faramir sur Osgiliath, Mortensen lorsqu'il est couronné roi, et dans la version longue Tyler chante quand Aragorn soigne Éowyn.
Renée Fleming, Ben Del Maestro et James Galway participent à la bande son. Fleming chante lorsqu'Arwen a une vision de son fils et quand Gollum récupère l'Anneau Unique. Del Maestro chante quand Gandalf illumine son bâton pour protéger les soldats gondoriens qui fuient Osgiliath et l'attaque des Nazgûl. Galway joue de la flûte lorsque Frodon et Sam arrivent à la montagne du Destin. La chanson finale, Into the West, est composée par Shore sur des paroles de Fran Walsh. La chanson s'inspire partiellement de la mort prématurée (d'un cancer) d'un jeune cinéaste néo-zélandais nommé Cameron Duncan qui était ami avec Peter Jackson.
L'équipe du son passe la première partie de l'année à chercher les sons appropriés. Le cri d'Arachne est celui d'un diable de Tasmanie, qui inspire les membres de Weta, tandis que celui du mûmakil est le début et la fin du rugissement d'un lion. Des cris d'hommes et d'ânes ont été mélangés pour la chute de Sauron, et pour éviter les comparaisons entre l'effondrement de la tour de Sauron, Barad-dûr, et celui des Twin Towers, le 11 septembre 2001, du verre brisé a été utilisé pour réduire les bruits. Pour le lancement des projectiles pendant le siège de Minas Tirith, des ouvriers de chantier ont fait tomber des pierres de deux tonnes préalablement soulevées par une grue. Le mixage commence en studio le 15 août, bien que le travail inachevé crée des frustrations. La bande son est achevée le 15 novembre, après trois mois de travail ininterrompu. La bande originale du Retour du roi sort le 25 novembre 2003. Elle comprend la chanson Into the West, d'Annie Lennox, qui remporte l'Oscar de la meilleure chanson originale 2004.
| No  | Titre                                         | Interprète(s)                                  | Durée |
| --- | --------------------------------------------- | ---------------------------------------------- | ----- |
| 1.  | A Storm Is Coming                             |                                                | 2:52  |
| 2.  | Hope and Memory                               |                                                | 1:45  |
| 3.  | Minas Tirith                                  | Ben Del Maestro                                | 3:37  |
| 4.  | The White Tree                                |                                                | 3:25  |
| 5.  | The Steward of Gondor                         | Billy Boyd                                     | 3:53  |
| 6.  | Minas Morgul                                  |                                                | 1:58  |
| 7.  | The Ride of the Rohirrim                      |                                                | 2:08  |
| 8.  | Twilight and Shadow                           | Renée Fleming                                  | 3:30  |
| 9.  | Cirith Ungol                                  |                                                | 1:44  |
| 10. | Andúril                                       |                                                | 2:35  |
| 11. | Shelob's Lair                                 |                                                | 4:07  |
| 12. | Ash and Smoke                                 |                                                | 3:25  |
| 13. | The Fields of the Pelennor                    |                                                | 3:26  |
| 14. | Hope Fails                                    |                                                | 2:20  |
| 15. | The Black Gate Opens                          | James Galway                                   | 4:01  |
| 16. | The End of All Things                         | Renée Fleming                                  | 5:12  |
| 17. | The Return of the King                        | James Galway, Viggo Mortensen et Renée Fleming | 10:14 |
| 18. | The Grey Havens                               | James Galway                                   | 5:59  |
| 19. | Into the West                                 | Annie Lennox                                   | 5:49  |
| 20. | Use Well the Days (édition limitée seulement) | Annie Lennox                                   | 3:10  |

## Accueil

### Sortie du film et box-office
La première mondiale a lieu à Wellington à l'Embassy Theatre, le 1er décembre 2003, en présence du réalisateur et de nombreuses stars. On estime que 100 000 personnes environ ont envahi les rues, plus du quart de la population de la ville.
Le film a connu un immense succès commercial, rapportant 1 142 219 401 $ au box-office mondial, dont 377 845 905 $ aux États-Unis et au Canada. Cela le place au premier rang des films sortis en 2003 ayant réalisé le plus de recettes et, à l'époque de sa sortie, à la deuxième place des films ayant réalisé le plus de recettes de l'histoire du cinéma (huitième en 2015). Il a réalisé 7 393 904 entrées en France, 1 407 929 au Québec, 918 689 en Suisse, et 761 891 en Belgique,.
| Pays         | Box-office    | Pays     | Box-office   | Pays             | Box-office  |
| ------------ | ------------- | -------- | ------------ | ---------------- | ----------- |
| États-Unis   | 377 845 905 $ | Pays-Bas | 19 162 315 $ | Autriche         | 9 858 870 $ |
| Royaume-Uni  | 106 643 712 $ | Danemark | 16 188 249 $ | Nouvelle-Zélande | 8 879 189 $ |
| Japon        | 94 966 172 $  | Mexique  | 15 626 424 $ | Grèce            | 8 032 233 $ |
| Allemagne    | 87 481 674 $  | Norvège  | 12 460 370 $ | Pologne          | 7 968 195 $ |
| France       | 48 409 847 $  | Russie   | 12 122 431 $ | Finlande         | 7 096 209 $ |
| Espagne      | 39 834 538 $  | Taïwan   | 11 756 953 $ | Turquie          | 5 110 660 $ |
| Australie    | 36 550 919 $  | Suisse   | 10 991 061 $ | Hong Kong        | 4 983 077 $ |
| Italie       | 35 837 796 $  | Chine    | 10 427 541 $ | Portugal         | 4 702 013 $ |
| Corée du Sud | 28 462 848 $  | Belgique | 9 902 589 $  | Argentine        | 4 698 147 $ |
| Suède        | 24 123 767 $  | Brésil   | 9 902 206 $  | Thaïlande        | 4 630 752 $ |

### Accueil critique
Le film a reçu un accueil critique très positif, recueillant 95 % de critiques favorables, avec un score moyen de 8,7⁄10 et sur la base de 261 critiques collectées, sur le site Rotten Tomatoes. Sur le site Metacritic, il obtient un score de 94⁄100, sur la base de 41 critiques collectées.
Richard Corliss, de Time Magazine, estime qu'il s'agit du meilleur film de l'année. Les rares critiques négatives concernant le film ont rapport avec sa longueur, et notamment celle de l'épilogue, et l'intervention de l'armée des Morts. Ainsi, un article de CNN déplore que la bataille des Champs du Pelennor soit « excessivement simplifiée » à la suite de leur intervention. Joel Siegel, de Good Morning America, lui donne une note de « A », commentant que si l'épilogue ne durait pas 45 minutes, ce serait le meilleur film de l'année mais que, même en l'état, « c'est l'une des plus grandes réussites de l'histoire du cinéma ».
En 2008, le magazine Empire le classe à la 34e place dans sa liste des 500 meilleurs films de tous les temps. Il figure à la 9e place du Top 250 du classement des films de l'Internet Movie Database, basé sur les votes du public, avec une note moyenne de 8,9⁄10.
En France, il a été également très bien accueilli, obtenant une moyenne de 3,8 étoiles sur 5 pour les critiques de la presse sur le site Allociné, une bonne appréciation qu'il a aussi côté public car il est toujours dans les dix premiers du classement des 300 meilleurs films de tous les temps selon les avis des télespectateurs, derrière Forrest Gump, La Ligne verte, 12 hommes en colère, Le Parrain, Les évadés, et devant Le Roi lion, Vol au-dessus d'un nid de coucou et The Dark Knight, Le Chevalier Noir.
Pour Yannick Dahan, critique de Positif, le film « se pose sans ambages comme l'un des plus beaux films jamais réalisés. Une œuvre d'émotion pure, un rêve de cinéma, l'expression d'une symbiose parfaite entre spectaculaire et intime » ; Brigitte Baudin, du Figaroscope, estime que « les décors sont grandioses, la mise en scène de Peter Jackson époustouflante, les scènes de batailles superbes » ; Thomas Sotinel, du Monde, juge que Peter Jackson réussit « quelques morceaux de bravoure qui trouveront sans doute plus de sens dans un film moins contraint par les nécessités de l'exploitation en salles » ; Le Nouvel Observateur, évoque « un spectacle total où l'illusion est alimentée par une surenchère d'effets spéciaux qui nous vaut d'assister à des batailles de titans comme seul Cecil B. DeMille osa naguère en filmer » ; pour Stéphane Benaïm, de L'Écran fantastique, « Grand spectacle et émotions ne font qu'un dans un scénario d'une étonnante simplicité et d'une grande lisibilité » ; Gérard Delorme, de Première, estime que « ce troisième épisode conclut de manière satisfaisante le feuilleton de l'Anneau maléfique ».
Les Inrockuptibles, Télérama et L'Humanité jugent le film réussi mais regrettent tous trois un dénouement trop long. Jean-Philippe Tessé, des Cahiers du cinéma, et Bruno Bayon, de Libération, délivrent les seules critiques négatives, le premier commentant que « Jackson n'a toujours pas d'autre solution pour enjamber l'ampleur du récit que de faire courir en parallèle les actions, comme des sprinters dans des couloirs. À force de se cogner, les blocs narratifs s'unissent en épopée dérisoire », et le second que « Douze heures après les premiers pas velus de Bilbo, le sort de l'« anneau » n'est toujours pas réglé. Loin de là : on s'en reprend d'un coup trois plombes et demie ».

## Distinctions
Cette section récapitule les principales récompenses et nominations obtenues par le film. Pour une liste exhaustive, se référer à l'Internet Movie Database.
Le 27 janvier 2004, le film est nommé à onze Oscars du cinéma. Il remporte l'Oscar dans chacune des catégories pour lesquelles il était nommé lors de la cérémonie du 29 février. Il égale Ben-Hur et Titanic en terme du plus grand nombre d'Oscars remportés par un seul film, et surclasse Gigi et Le Dernier Empereur quant au nombre d'Oscars remportés pour chacune de ses nominations. Cependant, aucun des acteurs n'a reçu de récompense pour sa prestation, faisant du Retour du roi le premier meilleur film depuis Titanic (en 1997) à ne pas recevoir de telles récompenses. C'est également le premier film du genre fantasy à recevoir la récompense pour le meilleur film.

### Récompenses
| Année                            | Cérémonie ou récompense             | Prix                                                                | Lauréat(es) |
| -------------------------------- | ----------------------------------- | ------------------------------------------------------------------- | ----------- |
| 2004                             |                                     |                                                                     |             |
| Oscars du cinéma                 | Meilleur film                       |                                                                     |             |
| Oscars du cinéma                 | Meilleur réalisateur                | Peter Jackson                                                       |             |
| Oscars du cinéma                 | Meilleur scénario adapté            | Fran Walsh, Philippa Boyens et Peter Jackson                        |             |
| Oscars du cinéma                 | Meilleure musique de film           | Howard Shore                                                        |             |
| Oscars du cinéma                 | Meilleure chanson originale         | Annie Lennox, Fran Walsh et Howard Shore pour Into the West         |             |
| Oscars du cinéma                 | Meilleurs décors                    | Grant Major, Dan Hennah et Alan Lee                                 |             |
| Oscars du cinéma                 | Meilleurs costumes                  | Ngila Dickson et Richard Taylor                                     |             |
| Oscars du cinéma                 | Meilleurs effets visuels            | Jim Rygiel, Joe Letteri, Randall William Cook et Alex Funke         |             |
| Oscars du cinéma                 | Meilleur montage                    | Jamie Selkirk                                                       |             |
| Oscars du cinéma                 | Meilleur maquillage                 | Richard Taylor et Peter King                                        |             |
| Oscars du cinéma                 | Meilleur mixage de son              | Christopher Boyes, Michael Semanick, Michael Hedges et Hammond Peek |             |
| Golden Globes                    | Meilleur film dramatique            |                                                                     |             |
| Golden Globes                    | Meilleur réalisateur                | Peter Jackson                                                       |             |
| Golden Globes                    | Meilleure musique de film           | Howard Shore                                                        |             |
| Golden Globes                    | Meilleure chanson originale         | Annie Lennox, Fran Walsh et Howard Shore pour Into the West         |             |
| BAFTA Awards                     | Meilleur film                       |                                                                     |             |
| BAFTA Awards                     | Meilleur scénario adapté            | Fran Walsh, Philippa Boyens et Peter Jackson                        |             |
| BAFTA Awards                     | Meilleurs effets visuels            | Jim Rygiel, Joe Letteri, Randall William Cook et Alex Funke         |             |
| BAFTA Awards                     | Meilleure photographie              | Andrew Lesnie                                                       |             |
| Prix Hugo                        | Meilleur film                       |                                                                     |             |
| Saturn Awards                    | Meilleur film de fantasy            |                                                                     |             |
| Saturn Awards                    | Meilleur acteur                     | Elijah Wood                                                         |             |
| Saturn Awards                    | Meilleure réalisation               | Peter Jackson                                                       |             |
| Saturn Awards                    | Meilleur scénario                   | Fran Walsh, Philippa Boyens et Peter Jackson                        |             |
| Saturn Awards                    | Meilleur acteur dans un second rôle | Sean Astin                                                          |             |
| Saturn Awards                    | Meilleure musique                   | Howard Shore                                                        |             |
| Saturn Awards                    | Meilleurs effets spéciaux           | Jim Rygiel, Joe Letteri, Randall William Cook et Alex Funke         |             |
| Saturn Awards                    | Meilleur maquillage                 | Richard Taylor et Peter King                                        |             |
| Satellite Awards                 | Meilleurs décors                    | Grant Major, Dan Hennah et Alan Lee                                 |             |
| Empire Awards                    | Meilleur film                       |                                                                     |             |
| Empire Awards                    | Meilleur acteur britannique         | Andy Serkis                                                         |             |
| Empire Awards                    | Meilleure scène                     | La charge des Rohirrim                                              |             |
| MTV Movie Awards                 | Meilleur film                       |                                                                     |             |
| MTV Movie Awards                 | Meilleure séquence d'action         | La bataille des Champs de Pelennor                                  |             |
| Screen Actors Guild Awards       | Meilleure distribution              |                                                                     |             |
| Critics' Choice Movie Awards     | Meilleur film                       |                                                                     |             |
| Critics' Choice Movie Awards     | Meilleur réalisateur                | Peter Jackson                                                       |             |
| Critics' Choice Movie Awards     | Meilleur compositeur                | Howard Shore                                                        |             |
| Critics' Choice Movie Awards     | Meilleure distribution              |                                                                     |             |
| Australien Film Institute Awards | Meilleur film étranger              |                                                                     |             |
| Prix Amanda                      | Meilleur film étranger              |                                                                     |             |
| 2005                             |                                     |                                                                     |             |
| Grammy Awards                    | Meilleure bande originale de film   | Howard Shore et John Kurlander                                      |             |
| Grammy Awards                    | Meilleure chanson de film           | Annie Lennox, Howard Shore et Fran Walsh pour Into the West         |             |
| Prix Nebula                      | Meilleur script                     | Fran Walsh, Philippa Boyens et Peter Jackson                        |             |

### Nominations
| Année                   | Cérémonie ou récompense               | Prix | Nommé(es) |
| ----------------------- | ------------------------------------- | --- | --------- |
| 2004                    |                                       | |           |
| BAFTA Awards            | Meilleur réalisateur                  | Peter Jackson |           |
| BAFTA Awards            | Meilleur acteur dans un second rôle   | Ian McKellen |           |
| BAFTA Awards            | Meilleure musique de film             | Howard Shore |           |
| BAFTA Awards            | Meilleurs décors                      | Grant Major |           |
| BAFTA Awards            | Meilleur montage                      | Jamie Selkirk |           |
| BAFTA Awards            | Meilleurs costumes                    | Ngila Dickson et Richard Taylor                                                                                    |           |
| BAFTA Awards            | Meilleurs maquillages et coiffures    | Richard Taylor, Peter King et Peter Owen                                                                           |           |
| BAFTA Awards            | Meilleur son                          | David Farmer, Hammond Peek, Christopher Boyes, Michael Hedges, Michael Semanick, Ethan Van der Ryn et Mike Hopkins |           |
| Saturn Awards           | Meilleur acteur                       | Viggo Mortensen |           |
| Saturn Awards           | Meilleur acteur dans un second rôle   | Ian McKellen |           |
| Saturn Awards           | Meilleur acteur dans un second rôle   | Andy Serkis |           |
| Saturn Awards           | Meilleure actrice dans un second rôle | Miranda Otto |           |
| Saturn Awards           | Meilleurs costumes                    | Ngila Dickson et Richard Taylor                                                                                    |           |
| Satellite Awards        | Meilleur film dramatique              | |           |
| Satellite Awards        | Meilleure musique                     | Howard Shore |           |
| Satellite Awards        | Meilleur montage                      | Jamie Selkirk |           |
| Satellite Awards        | Meilleure photographie                | Andrew Lesnie |           |
| Satellite Awards        | Meilleurs costumes                    | Ngila Dickson et Richard Taylor                                                                                    |           |
| Satellite Awards        | Meilleurs effets spéciaux             | Jim Rygiel, Joe Letteri, Alex Funke et Randall William Cook                                                        |           |
| Satellite Awards        | Meilleur son                          | David Farmer, Ethan Van der Ryn et Mike Hopkins                                                                    |           |
| Empire Awards           | Meilleur acteur                       | Viggo Mortensen |           |
| Empire Awards           | Meilleur acteur                       | Sean Astin |           |
| Empire Awards           | Meilleur réalisateur                  | Peter Jackson |           |
| Empire Awards           | Meilleur acteur britannique           | Ian McKellen |           |
| Empire Awards           | Meilleur acteur britannique           | Orlando Bloom |           |
| Bodil                   | Meilleur film américain               | |           |
| World Soundtrack Awards | Meilleure chanson de film             | Annie Lennox, Howard Shore et Fran Walsh pour Into the West                                                        |           |
| 2005                    |                                       | |           |
| Japan Academy Prize     | Meilleur film étranger                | |           |

## Éditions en vidéo
Le film sort en DVD le 25 mai 2004. C'est un coffret de deux disques, avec des bonus sur le deuxième disque. Le DVD des deux films précédents était sorti huit mois après la sortie en salles, mais celui du Retour du roi seulement cinq mois plus tard. En effet, les films précédents devaient susciter l'attente de la suite en incorporant des bandes-annonces d'une dizaine de minutes, qui n'avaient pas été tournées préalablement.
Le Retour du roi  suit le modèle des films précédents en lançant une version longue de 263 minutes, avec des effets spéciaux supplémentaires et de la musique, avec quatre interviews et dix heures de bonus supplémentaires. Cependant, cela a pris plus de temps à produire car la distribution et l'équipe travaillaient déjà sur d'autres projets à travers le monde. Le coffret sort finalement le 10 décembre 2004 au Royaume-Uni et le 14 décembre aux États-Unis. Les dix dernières minutes comprennent une liste des membres du fan club officiel qui avaient payé leur adhésion trois ans. Un coffret pour les collectionneurs est également commercialisé, comprenant la version longue et une sculpture de Minas Tirith, ainsi qu'un CD musical de 50 minutes. Le DVD comprend de plus deux bonus cachés humoristiques : l'un de Dominic Monaghan jouant un journaliste allemand interviewant Elijah Wood par satellite, et un autre de Vince Vaughn et Ben Stiller tentant de convaincre Peter Jackson de faire une suite. Cette séquence a été diffusée lors des prix MTV de 2004. Ces bonus peuvent être consultés à partir du symbole de l'anneau, sur les disques 1 et 2.
Le 9 août 2006 sort une édition limitée du Retour du roi. Cette édition comprend deux disques. Le premier est un DVD double face (DVD-18) qui contient toutes les éditions du film. Au début de chaque face, le spectateur décide de la version à regarder. Le deuxième disque concerne les bonus comprenant un documentaire sur les coulisses.
La version courte du film est sortie en disque Blu-ray le 6 avril 2010. Le Blu-ray de la version longue sort le 28 juin 2011.